# ناصر بن عبد العزيز بن فهد الحميدي
ناصر عبد العزيز الحميدي (بريدة في 1906م - الكويت 1981م)، تاجر كويتي، اشتهر بمذكراته التي تناولت تاريخ المملكة العربية السعودية والجزيرة العربية، وشخصية الملك عبدالعزيز بن عبدالرحمن آل سعود.

## حياته
ولد ناصر الحميدي عام 1906 في (الدعيسة) بمدينة بريدة التابعة لمنطقة القصيم في نجد، انتقل والده عبد العزيز الحميدي إلى الكويت كحال أهل نجد في تنقلهم وارتحالهم إلى الكويت، ناصر الحميدي أحد تلاميذ المدرسة المباركية وكانت بداية دراسته بها عام 1915 وأكمل بها حتى الصف الرابع حيث تركها للعمل مساعدا لدى حافظ وهبة والذي تمت دعوته فيما بعد من قبل الملك عبد العزيز آل سعود ليكون مستشارا سياسيا في ديوان الملك عبد العزيز عام 1924 وانتقل معه ناصر الحميدي إلى الرياض.

## مذكراته
تناولت مذكرات الحميدي معلومات عن تاريخ الملك عبد العزيز وبدء علاقته مع حافظ وهبة كما سجلت العديد من جوانب الحياة الاقتصادية والاجتماعية والسياسية وايضا العادات والتقاليد في المملكة العربية السعودية في تلك الحقبة.
أولت دارة الملك عبد العزيز اهتماما كبيرا بمذكرات الحميدي وقامت بإصدار كتابا بعنوان «مذكرات ناصر بن عبد العزيز بن فهد الحميدي» عمل على تدقيقه وشرحه الدكتور ناصر بن محمد الجهيمي نائب الأمين العام لدارة الملك عبد العزيز.

## أسرته
والدته هي رقية بنت حمد التويجري، وله سبعة أبناء والذكور هم:
- بدر وتولي مناصب عدة منها عضو مجلس بلدي ووزير الأشغال ووزير الدولة لشؤون الإسكان
- بندر رجل أعمال
- سليمان مهندس
- بسام ضابط متقاعد

## وفاته
إنتقل الحميدي للعمل مع والده في عام 1924 وتولى أمور مزرعتهم بالدعيسة، واشتغل بعدها في التجارة والرعي ثم استقر في دولة الكويت حتى وافته المنية في عام 1981.